# Trung Giã
Trung Giã là tên một xã thuộc thành phố Hà Nội. 
Ngày 16 tháng 6 năm 2025, Quốc hội Việt Nam quyết định sắp xếp toàn bộ diện tích tự nhiên, quy mô dân số của các xã Bắc Sơn, Hồng Kỳ, Nam Sơn và Trung Giã thành xã mới có tên gọi là xã Trung Giã.

## Vị trí địa lý
Trung Giã là một xã nằm phía đông bắc của huyện Sóc Sơn, phía bắc giáp với Thái Nguyên, phía đông giáp với Bắc Ninh, phía Tây giáp Phú Thọ và xã Kim Anh, phía Nam giáp các xã Đa Phúc, Sóc Sơn, Nội Bà.
Từ ngày 4 tháng 7 năm 1954 đến ngày 3 tháng 8 năm 1954, đoàn đại diện Quân đội Nhân dân Việt Nam và đoàn đại diện Quân đội Pháp đã họp bàn về các quy chế trao trả tù binh, thường dân bị bắt trong chiến tranh, việc tiếp quản các thành phố...

## Lịch sử
Trung Giã ban đầu thuộc huyện Đa Phúc, tỉnh Vĩnh Phúc. Về sau chuyển thuộc về huyện Sóc Sơn, Hà Nội.

## Giao thông
Trung Giã nằm trên tuyến quốc lộ 3, giữa tuyến giao thông từ Thái Nguyên về Hà Nội.

## Kinh tế
Trung Giã là một xã kinh tế chủ yếu dựa vào nông nghiệp. Tuy nhiên, xã cũng có một số công ty tư nhân và liên doanh hoạt động trên địa bàn, tiêu biểu như nhà máy liên doanh Yamaha.Trung Giã cũng có nhà máy sản xuất ô tô..

## Giáo dục
Hiện ở Trung Giã dân trí tương đối cao, có tỷ lệ học sinh tốt nghiệp THPT đạt hơn 90% và tỷ lệ đỗ các trường cao đẳng, đại học có tiếng mỗi năm là khá nhiều.